# 크림반도의 행정 구역
2014년 크림 위기 이래로 크림반도는 러시아와 우크라이나 간의 분쟁 지역이 되어 있으며, 현재 러시아가 실효지배하고 있다. 다음은 러시아령 크림 공화국 또는 우크라이나령 크림 자치 공화국의 행정 구역에 관한 문서이다.

## 러시아

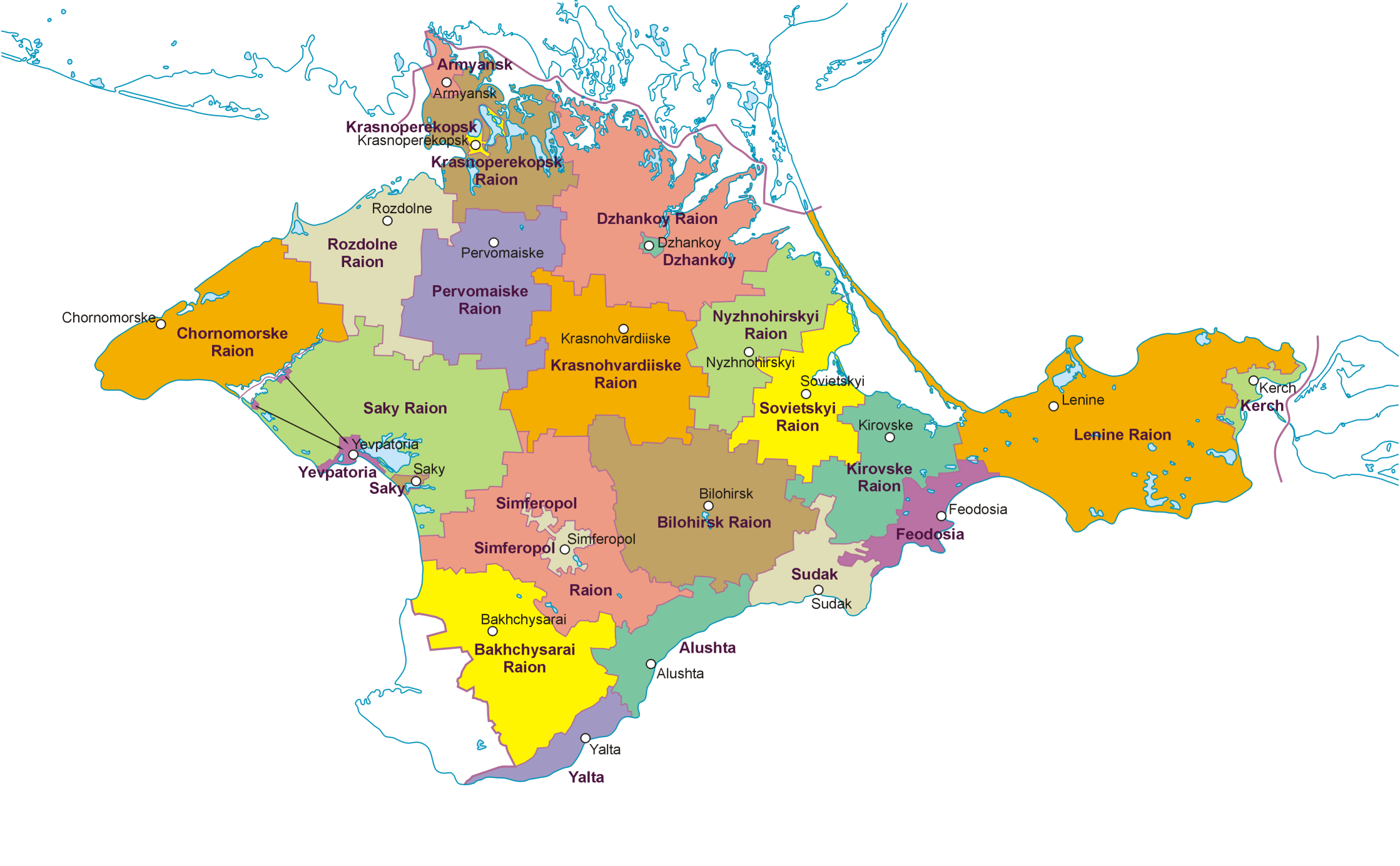
크림 공화국의 행정 구역

러시아의 현행 크림 공화국 행정 구역은 실효 지배를 시작한 2014년 이전까지 우크라이나에서 사용하던 행정 구역을 일부만 변화시킨 채 거의 그대로 계승하고 있다.
도시 (시)
- 심페로폴(Симферополь) (수도)
- 알루시타(Алушта)
- 아르먄스크(Армянск)
- 잔코이(Джанкой)
- 페오도시야(Феодосия)
- 케르치(Керчь)
- 크라스노페레콥스크(Красноперекопск)
- 사키(Саки)
- 수다크(Судак)
- 얄타(Ялта)
  - 알룹카 시(Алупка)
- 옙파토리야(Евпатория)

군 (시)
- 바흐치사라이스키군(Бахчисарайский)
  - 바흐치사라이 시(Бахчисарай)
- 벨로고르스키군(Белогорский)
  - 벨로고르스크(Белогорск)
- 체르노모르스키군 (Черноморский)
- 잔코이스키군 (Джанкойский)
- 키롭스키군 (Кировский)
  - 스타리크림 시(Старый Крым)
- 크라스노그바르데이스키군 (Красногвардейский)
- 크라스노페레콥스키군 (Красноперекопский)
- 레닌스키군 (Ленинский)
  - 숄키노 시(Щёлкино)
- 니즈네고르스키군 (Нижнегорский)
- 페르보마이스키군 (Первомайский)
- 라즈돌넨스키군 (Раздольненский)
- 삭스키군 (Сакский)
- 심페로폴스키군 (Симферопольский)
- 소베츠키군 (Советский)

## 우크라이나

### 2014년 4월 이전
- 지방 자치체
  - 심페로폴시 (수도)
    - 심페로폴

  - 알루시타시
    - 알루시타

  - 아르먄스크시
    - 아르먄스크

  - 잔코이시
  - 페오도시야시
    - 페오도시야

  - 케르치
  - 크라스노페레콥스크
  - 사키시
    - 사키

  - 수다크시
    - 수다크

  - 얄타시
    - 얄타
    - 알룹카

  - 옙파토리야시
    - 옙파토리야
- 군
  - 바흐치사라이군
    - 바흐치사라이

  - 빌로히르스크군
    - 빌로히르스크

  - 초르노모스케군
  - 잔코이군
  - 키로우스케군
    - 스타리크림

  - 크라스노흐바르디스케군
  - 크라스노페레콥스크군
  - 레니네군
    - 숄키네

  - 니주뇨히르스키군
  - 페르보마이스케군
  - 로즈돌네군
  - 사키군
  - 심페로폴군
  - 소베츠키군

### 2020년 7월 이후

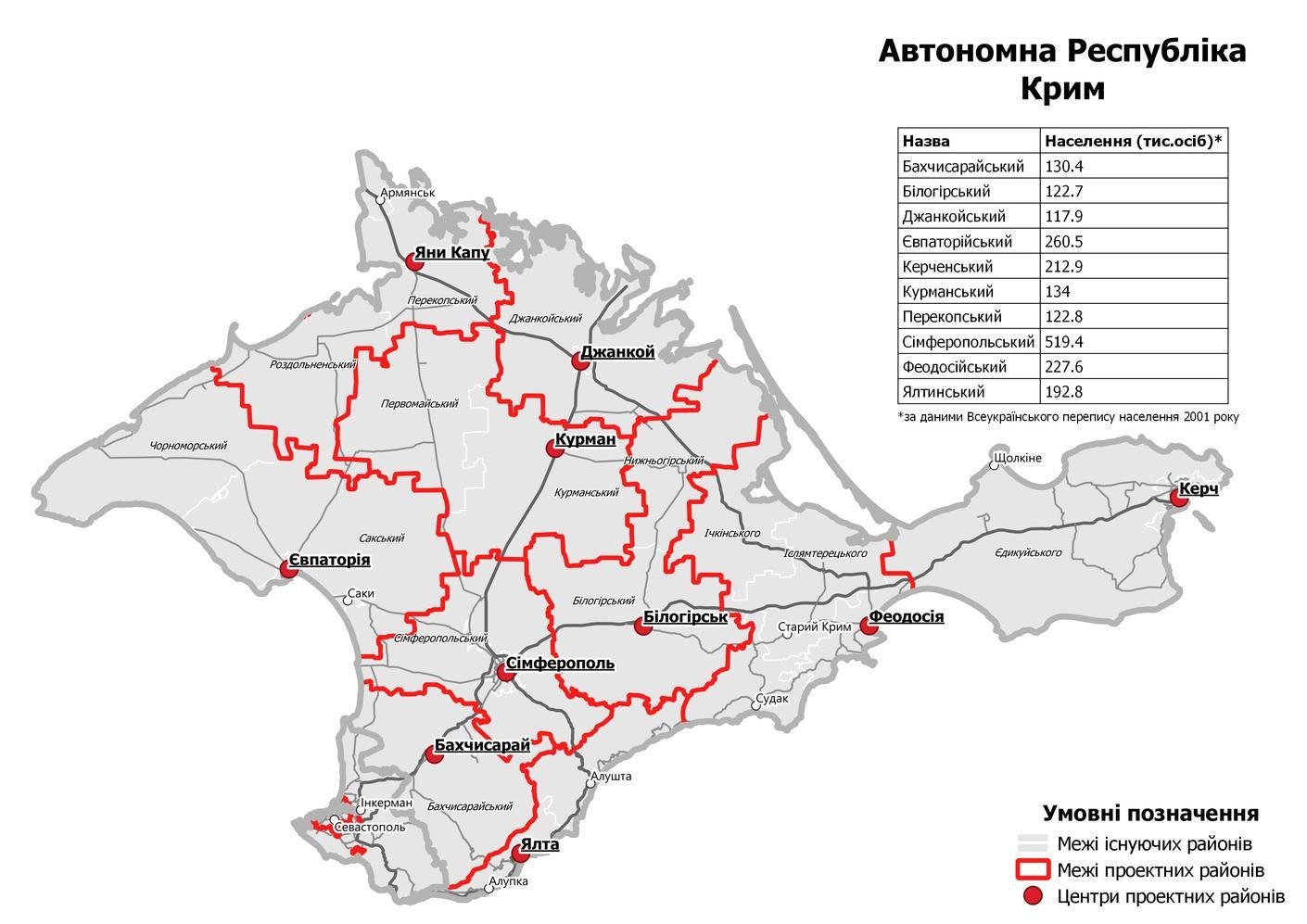
2020년 7월에 공개된 우크라이나 크림 자치 공화국의 명목상 행정 구역

우크라이나는 2020년 7월 이후에 시행된 행정 구역 개혁으로 크림 자치 공화국에 대해 다음과 같은 새로운 행정 구역을 주장하고 있으나 실효 통치는 행하지 못하고 있다.
- 바흐치사라이군 (Бахчисарайський район), 군청 소재지는 바흐치사라이
- 빌로히르스크군 (Білогірський район), 군청 소재지는 빌로히르스크
- 잔코이군 (Джанкойський район), 군청 소재지는 잔코이
- 페오도시야군 (Феодосійський район), 군청 소재지는 페오도시야
- 케르치군 (Керченський район), 군청 소재지는 케르치
- 쿠르만군 (Курманський район), 군청 소재지는 크라스노흐바르디스케(쿠르만)
- 페레코프군 (Перекопський район), 군청 소재지는 크라스노페레콥스크(야니카푸)
- 심페로폴군 (Сімферопольський район), 군청 소재지는 심페로폴
- 얄타군 (Ялтинський район), 군청 소재지는 얄타
- 옙파토리야군 (Євпаторійський район), 군청 소재지는 옙파토리야